# Addison James

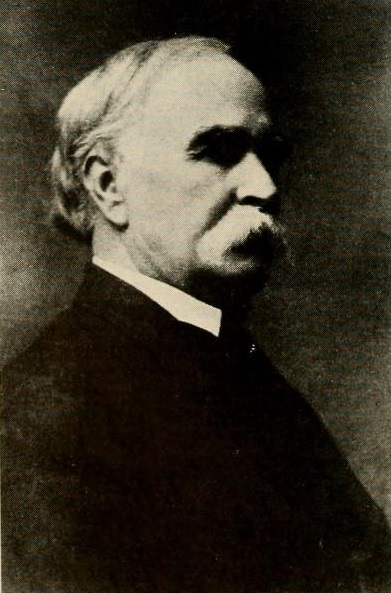

Addison Davis James (* 27. Februar 1850 bei Morgantown, Butler County, Kentucky; † 10. Juni 1947 in Penrod, Kentucky) war ein US-amerikanischer Politiker. Zwischen 1907 und 1909 vertrat er den Bundesstaat Kentucky im US-Repräsentantenhaus.

## Werdegang
Addison James besuchte die öffentlichen Schulen seiner Heimat. Danach studierte er bis 1873 an der University of Louisville Medizin. Auf diesem Gebiet wurde er auch beruflich tätig. Politisch wurde er Mitglied der Republikanischen Partei. Im Jahr 1890 war er Mitglied einer Versammlung zur Überarbeitung der Verfassung von Kentucky. Zwischen 1891 und 1893 war er Abgeordneter im Repräsentantenhaus von Kentucky. Bei der Weltausstellung in Chicago vertrat er in den Jahren 1892 und 1893 seinen Heimatstaat. 1895 saß James im Senat von Kentucky. Danach war er zwischen 1897 und 1905 US Marshal für seinen Staat.
Bei den Kongresswahlen des Jahres 1906 wurde James im dritten Wahlbezirk von Kentucky in das US-Repräsentantenhaus in Washington, D.C. gewählt, wo er am 4. März 1907 die Nachfolge des Demokraten James M. Richardson antrat. Da er bei den folgenden Wahlen gegen Robert Y. Thomas verlor, konnte er bis zum 3. März 1909 nur eine Legislaturperiode im Kongress absolvieren. Nach seiner Zeit im US-Repräsentantenhaus arbeitete James wieder als Mediziner. Er starb am 10. Juni 1947 im Alter von 97 Jahren in Penrod. Sein Enkel John A. Whitaker wurde ebenfalls Kongressabgeordneter.